# Van den ever

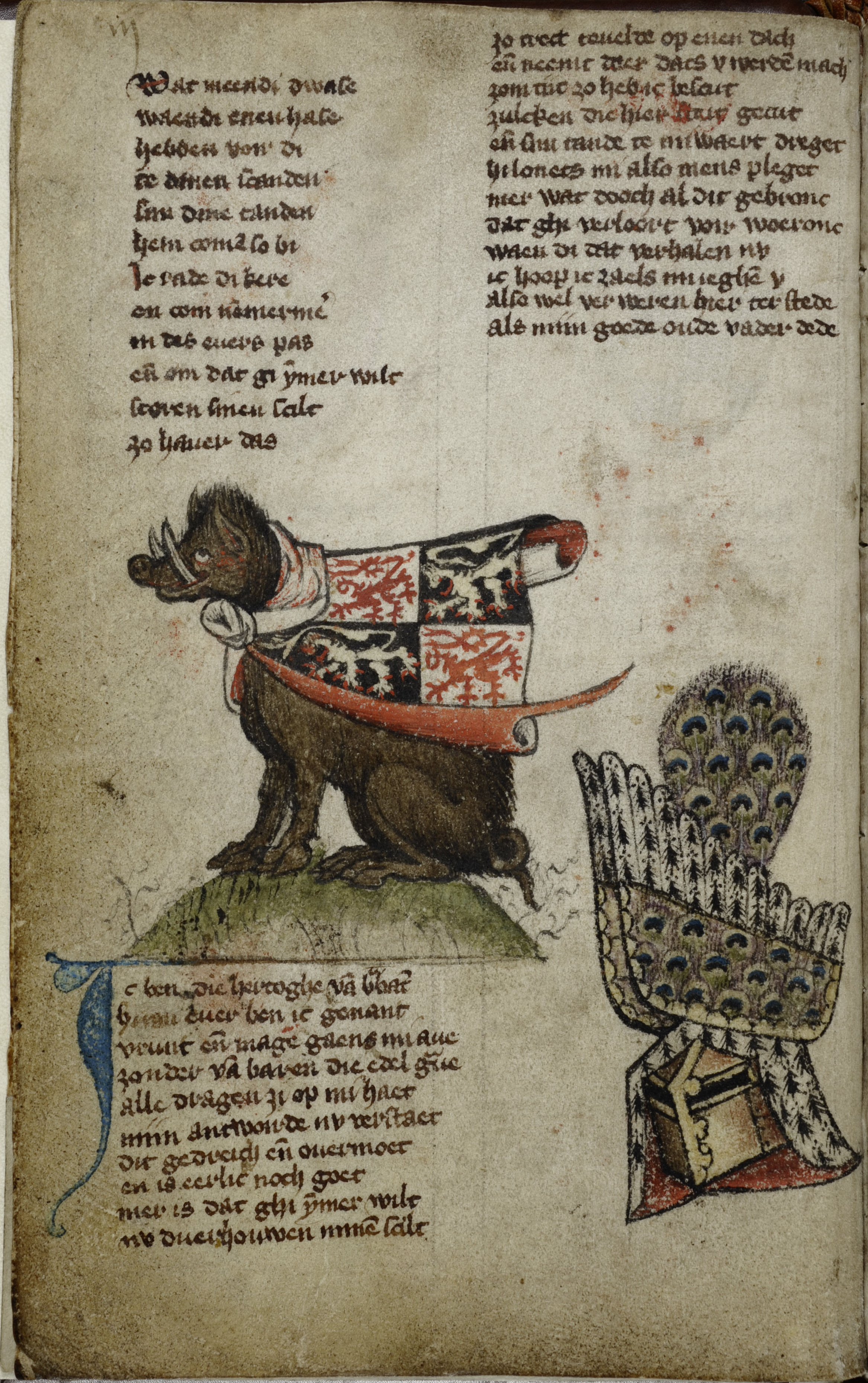
Het gedicht in het Wapenboek Gelre

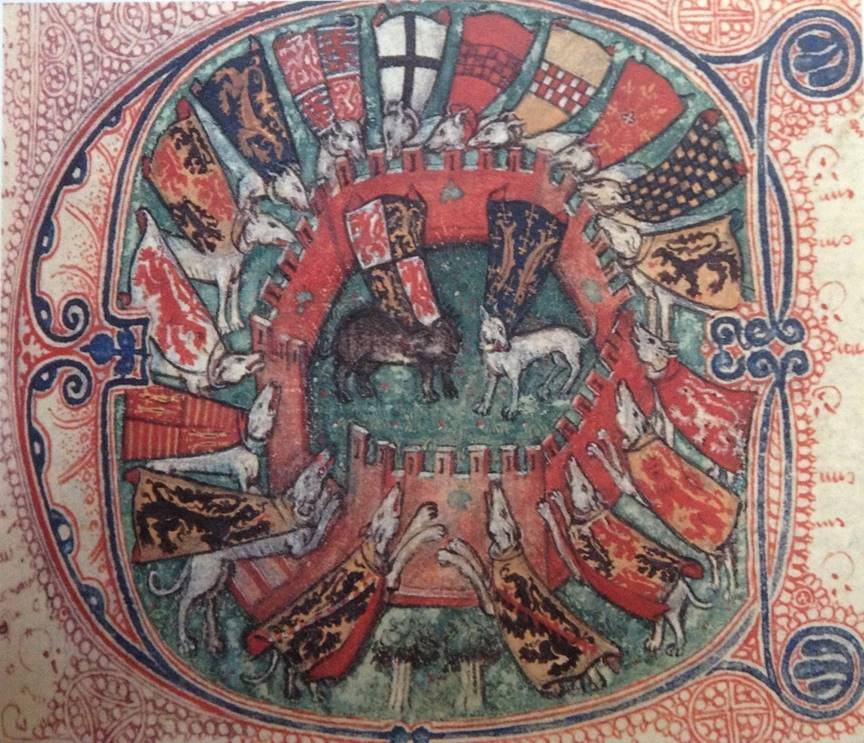
Het everzwijn belaagd door zijn vijanden (miniatuur op een oorkondeninventaris uit 1438)

Van den ever is een wapendicht uit 1334 dat hertog Jan III van Brabant voorstelt als een everzwijn dat het opneemt tegen bloeddorstige jachthonden.
Het werk is geschreven in de eerste maanden van 1334 (n.s.), toen hertog Jan III tegenover een machtige coalitie van naburige vorsten stond, met als enige bondgenoot graaf Eduard I van Bar. Het was een stuk propaganda bedoeld om de Brabanders moed in te spreken voor de nakende strijd (die er uiteindelijk niet kwam). Vermoedelijk is Van den ever niet door de hertog zelf geschreven, maar door iemand uit zijn omgeving. Een heraut ligt voor de hand, want het gedicht is overgeleverd in een wapenboek van de heraut Gelre (Brussel, KBR, ms. 15652). Deze Gelre is overigens niet zelf de auteur, zijn wapenboek dateert van eind 14e eeuw. 
Behalve een wapendicht is Van den ever ook een allegorie van de jacht. In de eerste zeventien strofen komt telkens een jachthond/landsheer aan het woord die dreigende taal spreekt aan het adres van het everzwijn, vergezeld van een heraldische illustratie. Dit gebeurt in een rijmschema aabccb. In de volgende twee strofen repliceert de wolf, d.i. de graaf van Bar. Uiteindelijk komt het everzwijn zelf aan het woord in een langere strofe met gepaard rijm en versregels van vier heffingen.
In aanvulling op de Brabantse leeuw werd het everzwijn een symbool van Brabants zelfvertrouwen en daadkracht. Ook in de Bourgondische periode werd dit nog gecultiveerd, zoals blijkt uit een verlucht initiaal in een oorkondeninventaris opgesteld door Adriaan vander Ee in 1438. Waarschijnlijk had deze chartermeester eerder dat jaar een uitbeelding van het gebeuren bijgewoond op de markt van Leuven. Een en ander toont aan dat de Brabantse steden de zorg voor het verleden van het hertogdom op zich begonnen te nemen nu dit onder hun 'buitenlandse' vorst niet meer vanzelf sprak.
Hugo Claus gaf een dichtbundel uit 1970 de titel Heer everzwijn.

## Uitgave
- J.F. Willems, Wapenlied van Jan den IIIe, hertog van Brabant in: Belgisch Museum voor de Nederduitsche Tael- en Letterkunde en de Geschiedenis des Vaderlands, vol. I, 1837, p. 287-296